# Sceiccato di Shaib
Lo Shaib o Sha'ib (in arabo: شعيب Shu'ayb ), ufficialmente Sceiccato di Shaib (in arabo: مشيخة الشعيب Mashyakhat ash-Shu'ayb ), fu uno stato del Protettorato di Aden, nell'Arabia meridionale. La zona è ora parte dello Yemen.

## Storia
Lo Sceiccato di Shaib venne istituito in una data incerta nel XVIII secolo. Dopo essere diventato un protettorato britannico, alla fine aderì alla Federazione degli Emirati Arabi del Sud e all'entità che la seguì, la Federazione dell'Arabia Meridionale. L'ultimo sceicco, Yahya Mohamed Al-Kholaqi Al-Saqladi, fu esiliato nel 1967 alla fondazione della Repubblica Democratica Popolare dello Yemen, e morì a Gedda nel luglio del 2001.

## Elenco degli sceicchi
I regnanti portavano il titolo di Shaykh Sha`ib.
- Mani` al-Saqladi (c. 1850 - 1880)
- 'Ali ibn al-Mani` Saqladi (1880 - 1915)
- Mutahhar ibn al-Mani` Saqladi (1915 - 1935)
- Muhammad ibn al-Muqbil Saqladi (1935 - 1948)
- Kassem ibn Mused ibn Ali al-Saqladi (agosto 1948 - 1954)
- Yahya ibn Muhammad al-Saqladi (1955 - 30 marzo 1963)
- Nashir ibn 'Abd Allah al-Saqladi (1963 - 7 luglio 1965)
- Yahya ibn Mohamed Al Kholaqi al-Saqladi (10 luglio 1965 - giugno 1967)